# Noites de Moscou

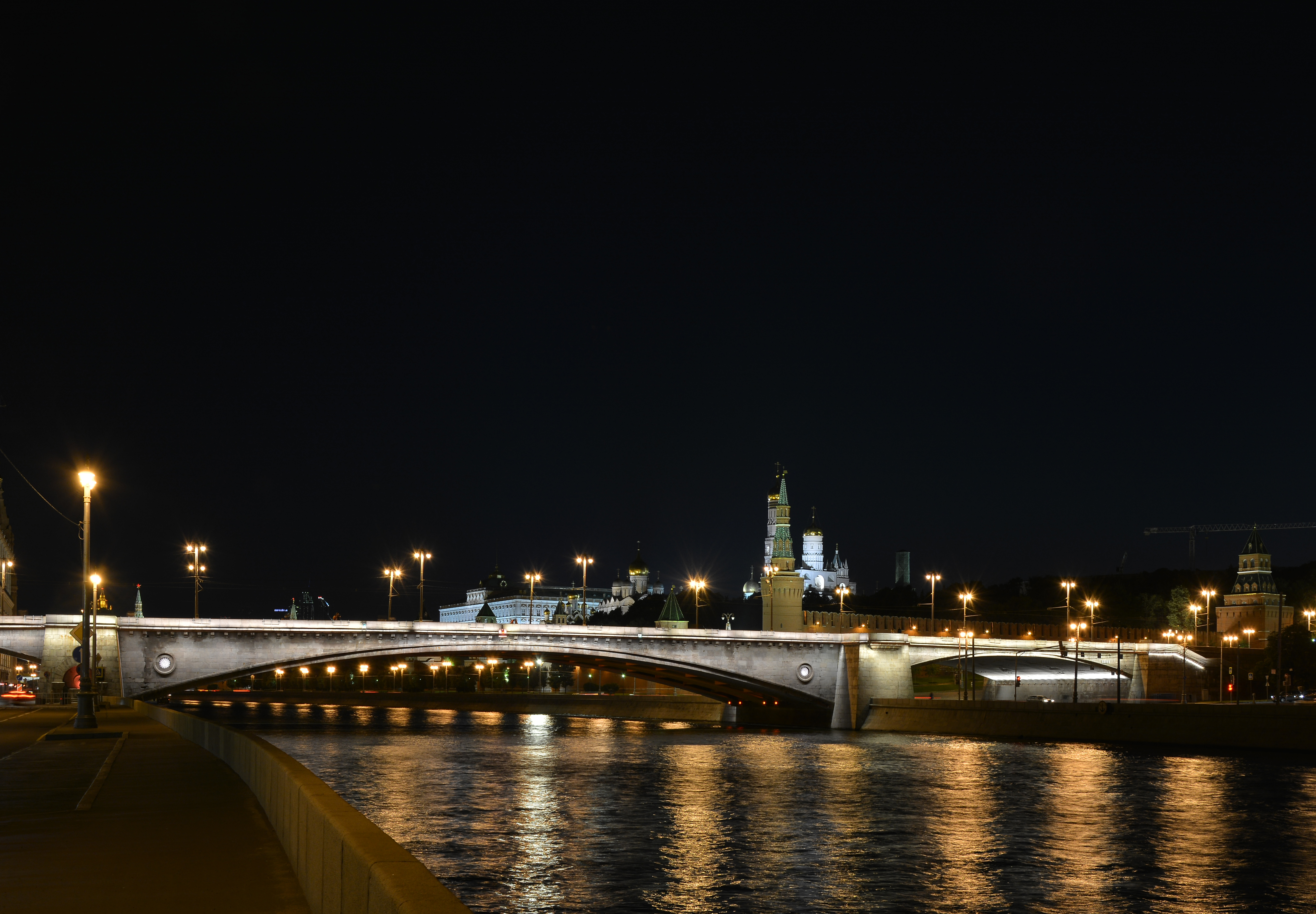
Ponte Bolshoy Moskvoretsky em luz noturna. Vista do aterro Raushskaya. Depois da ponte é vista a Torre Beklemishevskaya do Kremlin e a torre do sino Ivan, o Grande.

Noites de Moscou (em russo: Подмосковные вечера, transliteração: Podmoskovniye Vetchera Pronúncia: Padmaskóvnie Vietcherá) é uma popular canção russa, do período pós-guerra, composta por Vassily Solovev e Mikhail Matusovski.
O nome de fato da canção é Noites de Leningrado, mas por pedido do Ministério da Cultura da URSS, o nome foi alterado para Noites de Moscou, sendo também alterada a letra.
No final da década de 1950, a canção ficou conhecida mundialmente, ganhando diversos prêmios internacionais e sendo interpretadas por diversos cantores estrangeiros. Em 2008 o cantor russo-letão Vitas regravou sua versão cover desta canção, razão pela qual passou a apresentá-la em apesentações internacionais na China. A versão de Vitas para "Noites de Moscou" também é incluído em seu CD Obras-primas de Três Séculos, lançado em 25 de novembro de 2010.